# Carmen Montoriol
Carmen Montoriol Puig (Barcelona, 1892-Barcelona, 1966) fue una escritora, traductora, narradora, poetisa, y dramaturga española.

## Biografía
Nació en junio de 1892 en Barcelona, en el seno de una familia burguesa de origen ampurdanés. Por parte de padre estaba emparentada con el ingeniero e intelectual Narciso Monturiol, y de madre con el escritor y político Josep Puig Pujades. A pesar de nacer y vivir en Barcelona, se consideraba figuerense y ampurdanesa, y así lo manifestaba en diversas ocasiones. 
Creció en un entorno intelectual y artístico, y recibió la educación femenina típica de la burguesía liberal de la época. Desde la infancia, sintió una fascinación especial por el teatro, y participó en diversas funciones familiares y amateurs. Estudió también música, y hacia los veinte años inicia la carrera de concertista de piano, como solista y con un trío conformado por ella, su hermana Lina al violín y M. Cassadó al violonchelo. Actuaron en varias salas de Cataluña, entre ellas el Palau de la Música Catalana.
También se interesó por la escritura, e hizo sus primeros poemas alrededor de 1920, algunos de ellos recitados en público o publicados en revistas de la época. El hábito de la lectura le despertó el interés por las lenguas: participando en los primeros cursos de catalán que Pompeu Fabra impartía en el Instituto de Estudios Catalanes, y llegó a dominar, además del catalán y del castellano, el francés, inglés, alemán, e italiano. El conocimiento de esas lenguas y su sólida formación intelectual que fue adquiriendo con el tiempo, la llevaron a apreciar a los grandes pensadores y escritores europeos, y muchas veces a traducirlos, por el puro placer de hacerlo.
En el año 1928, publicó la traducción catalana de los sonetos de Shakespeare, en verso y respetando la estructura original. La traducción, dedicada a Pompeu Fabra, apareció en 1928, y causó un gran revuelo entre el mundo intelectual catalán, sorprendido del logro de un proyecto tan dificultoso. A pesar de ser una de las primeras mujeres que escribió teatro en Cataluña, y hacer un teatro que se consideraba atrevido, rápidamente alcanzó renombre entre la crítica y el público. De convicciones feministas, cabe destacar también su labor de dinamización cultural, como conferenciante y al frente del Lyceum Club de Barcelona. 
En el año 1935, publicó La nit de Reis o el que vulgueu, una comedia romántica de Shakespeare, que tuvieron un gran éxito en sus representaciones. La mayoría de sus traducciones, sin embargo, quedaron inéditas, como las traducciones del inglés al catalán de diversas obras de Lord Byron, John Milton, Oscar Wilde, Rudyard Kipling; poemas de Maria Teresa Canals, Carme Guasch, Josep M. De Sagarra, Josep Carner, Francesc Pujols, traducciones del catalán al francés; obras de Alexandre Dumas y Anatole France del francés al catalán; y la obra teatral La vita che ti diedi de Luigi Pirandello, que tradujo al catalán.
Cabe destacar también su labor de dinamización cultural. Pronunció conferencias en el Ateneo de Figueras, en el Ateneo Enciclopédico Popular de Barcelona, en el Ateneo Barcelonés, y en el Club Femenino de Deportes de Barcelona, con temas tan diversos como "Las relaciones entre el hombre y la mujer", "La vida y la obra de Shakespeare", "El teatro de Ibsen", "La poesía japonesa", "La canción popular", "La vida de dos compositores románticos, Chopin y Liszt", y "La Renaissance literaria catalana", entre otros. De convicciones feministas, promovió la mejora de la educación femenina y la igualdad de género. También dirigió la entidad cultural femenina Lyceum Club de Barcelona.
Durante la guerra civil colaboró en la revista Companya. El fin de la contienda y el exilio marcó el fin de su trayectoria.  Trabajaría como secretaria de la Consejería de Cultura. Con la entrada de las tropas franquistas en la Ciudad Condal, se exilió en Lyon, Francia, donde solo estuvo poco más de un año. Para el año 1940 retornó a Barcelona, donde cuidó a su madre enferma, leyendo y escribiendo de tarde en tarde, principalmente poesía. Quedaron inéditos un gran número de poemas, narraciones breves y traducciones. Buena parte de su legado está conservado en la Biblioteca Fages de Climent de Figueras, Alto Ampurdán, de donde provenía toda su familia.
Falleció en Barcelona el 26 de julio de 1966.

## Obra
Poesía
- Quaresma. Presentada a los Juegos Florales de Barcelona de 1921.

Novela
- Teresa o la vida amorosa d'una dona (1932).

Narrativa breve
- Diumenge de juliol (1936).

Teatro
- L'abisme. Estrenada al Teatro Novedades de Barcelona, el 20 de enero de 1930
- L'huracà. Estrenada al Teatro Poliorama de Barcelona, el 25 de enero de 1935.
- Avarícia. Estrenada al Teatro Novedades de Barcelona, el 26 d'abril de 1936.
- Tempesta esvaïda. Pieza lírica musicalizada por Joaquim Serra. Estrenada en el Teatro Nou de Barcelona (1936).

Traducciones
- Sonets de William Shakespeare (1928).
- Cimbel.lí. Original de William Shakespeare (1930).
- Nit de rei o el que vulgueu. Original de William Shakespeare (1935).
- Daphne Adeane. Original de Maurice Baring.

## Honores

### Epónimos
- Plaza Carme Monturiol i Puig n.º 1, Barcelona[5]